# Pierre-Antoine Cluzeau
Pierre-Antoine-Marie Cluzeau, né le 1er septembre 1884 à Saint-Mandé et mort le 17 janvier 1963 à Saint-Maur-des-Fossés, est un artiste peintre, graveur, dessinateur et un illustrateur français.

## Biographie
Pierre Cluzeau est né le 1er septembre 1884 à Saint-Mandé,. À partir de l'âge de seize ans, il souffre d'asthme.
Employé de commerce à Issy-les-Moulineaux, il consacre ses soirées à sa passion du dessin dans l'atelier de M. Bricoux à la place des Vosges.
En 1904, sa famille s'installe à Saint-Maur-des-Fossés où il expose avec d'autres peintres l'année suivante à la mairie. En 1908, il obtient deux médailles de bronze de la Ville de Paris. La même année, il est admis à l'École des beaux-arts de Paris. Selon Noël Coret, il a comme maîtres Luc-Olivier Merson puis Raphaël Collin; d'après le Bénézit c'est Luc-Olivier Merson et Gustave Surand.
En 1912, il séjourne à Murat et Mauriac, d'où il rapporte une série de dessins rehaussés. Conseillé par l'aquafortiste Victor-Valéry Lochelongue, il réalise ses premières planches d'après les dessins d'Auvergne. Réformé en 1914, il s'engage comme infirmier, affecté au Jardin colonial de Nogent-sur-Marne, il réalise des dessins de portraits de blessés. Des blessés demandent la construction d'une mosquée, il participe à sa décoration en exécutant des vitraux et des peintures. Il expose des gravures au Salon des indépendants de Paris à partir de 1920 et au Salon des artistes français.
Il obtient en 1920 le prix Belin-Dollet, de la Société des artistes français, puis une médaille de bronze à ce même salon en 1924.
Pierre Cluzeau est mort le 17 janvier 1963 à Saint-Maur-des-Fossés.